# Petter Olsson

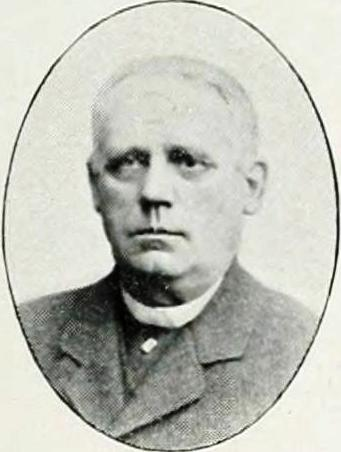
Petter Olsson

Petter Olsson (* 1830 in Fleninge, Schonen; † 1911) war ein schwedischer Konsul, Unternehmer und Mitglied des schwedischen Reichstags. Mittelpunkt seiner unternehmerischen Tätigkeit war die südschwedische Stadt Helsingborg.

## Leben
Petter Olsson wuchs in ärmlichen Verhältnissen auf und war schon in seiner Jugend sehr religiös. Er träumte von einer Ausbildung als Priester, die jedoch sehr teuer war und ihm deshalb verwehrt blieb.
So gründete er, nachdem er als Verkäufer in einem Helsingborger Laden gearbeitet hatte, 1853 einen eigenen Getreidehandel. Die Geschäfte entwickelten sich gut. Dies beruhte vor allem auf der schlechten Versorgungslage in Großbritannien, das im Krimkrieg auf der Seite des Osmanischen Reiches mit Russland im Krieg stand. Einen großen Teil des aus dem Ausland importierten Getreides kaufte Großbritannien von Olssons Unternehmen. Olsson investierte die Gewinne erfolgreich in den weiteren Ausbau seiner Firma. 1870 war er der reichste Einwohner Helsingborgs.
Im selben Jahr erweiterte er sein Getreidegeschäft, indem er das Gut Rögle nördlich von Helsingborg kaufte, um dort die stark nachgefragte „Gutshofsaat“ zu züchten. Unternehmerische Weitsicht zeigte er auch später, als billiger Weizen aus Amerika den schwedischen Markt zu überschwemmen begann und er den Getreidehandel zurückstellte und sich fortan auf den Anbau von Zuckerrüben und die Herstellung von Meiereiprodukten konzentrierte.

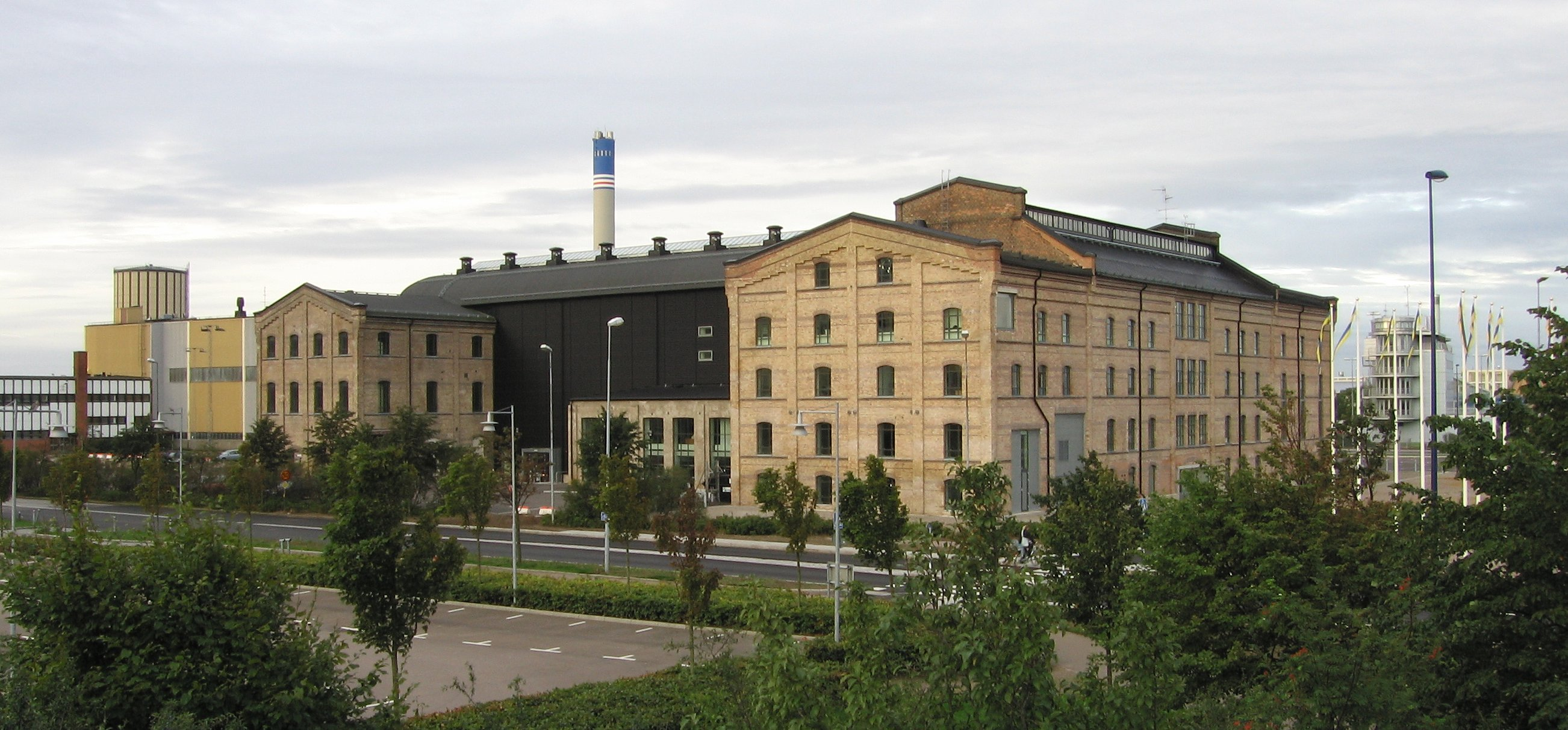
Die ehemalige, von Olsson mitbegründete Zuckerfabrik Sockerbruket heute.

Petter Olsson machte sich ebenfalls durch die Gründung mehrerer Fabriken in Helsingborg einen Namen. So gründete er alleine oder mit Partnern unter anderem eine dampfkraftbetriebene Mühle, ein Ziegelwerk, eine Zuckerfabrik zusammen mit dem Unternehmer Nils Persson, sowie eine Gummifabrik (aus dem später das Unternehmen Tretorn hervorging). Auch sah er die Wichtigkeit guter Verkehrsanbindungen für den wirtschaftlichen Erfolg und stand daher hinter vielen der zwischen 1865 und 1885 neu angelegten Eisenbahnlinien von Helsingborg unter anderem nach Eslöv, Hässleholm, Landskrona und Värnamo. Auch forcierte er den Ausbau des Helsingborger Hafens durch Vertiefung bestehender und die Anlage neuer Hafenbecken. 
1870 wurde Olsson zum Konsul des schwedischen Reichstags in Deutschland ernannt. Dieser Titel wurde Reichstagsmitgliedern verliehen, um die Handelsinteressen Schwedens im jeweiligen Land zu wahren. Olsson hatte dieses Amt bis 1895 inne. 
Petter Olsson war zeit seines Lebens Anhänger der schwedischen Abstinenzbewegung und sehr religiös. Er lebte trotz seines Reichtums ein einfaches Leben in einer Wohnung neben seinem Bürogebäude im Zentrum Helsingborgs. Er stiftete regelmäßig große Geldbeträge zugunsten sozialer Projekte in Helsingborg, die sich zusammen auf über eine Million Kronen (heutiger Wert rund 40 Millionen Kronen, etwa 4 Millionen Euro) beliefen.